# Crossopetalum cristalense
Crossopetalum cristalense är en benvedsväxtart som beskrevs av A. Borhidi. Crossopetalum cristalense ingår i släktet Crossopetalum och familjen Celastraceae. Inga underarter finns listade.